# Terrell Bell
Pour les articles homonymes, voir Bell.
Terrell Bell, né le 15 décembre 1973, à Athens, en Géorgie, est un ancien joueur américain de basket-ball. Il évolue aux postes d'ailier fort et de pivot.